# Hell in a Cell 2015
Hell in a Cell (2015) was een professioneel worstel-pay-per-view (PPV) en WWE Network evenement dat georganiseerd werd door WWE. Het was de 7e editie van Hell in a Cell en vond plaats op 25 oktober 2015 in het Staples Center in Los Angeles, Californië. Dit is ook de eerste WWE pay-per-view evenement, anders dan SummerSlam, die in de stad Los Angeles werd gehouden sinds No Way Out 2007.

## Matches
| Nr. | Match                                                             | Winnaar(s)                      | Opmerkingen | Bron  |
| --- | ----------------------------------------------------------------- | ------------------------------- | --- | ----- |
| 1p  | Dolph Ziggler, Cesaro & Neville vs. Rusev, Sheamus & King Barrett | Dolph Ziggler, Cesaro & Neville | 6-man tag team match. | [ 2 ] |
| 2   | Alberto Del Rio (met Zeb Colter) vs. John Cena                    | Alberto Del Rio (nc)            | Del Rio keerde terug naar WWE om Cena's U.S. Open Challenge te accepteren en won het WWE U.S. Championship.                                      | [ 2 ] |
| 3   | Roman Reigns vs. Bray Wyatt                                       | Roman Reigns                    | Hell in a Cell match. | [ 2 ] |
| 4   | The New Day vs. The Dudley Boyz                                   | The New Day                     | Tag team match voor het WWE Tag Team Championship.                                                                                               | [ 2 ] |
| 5   | Charlotte vs. Nikki Bella                                         | Charlotte                       | Eén-op-één match voor het WWE Divas Championship.                                                                                                | [ 2 ] |
| 6   | Seth Rollins vs. Kane                                             | Seth Rollins                    | Eén-op-één match voor Rollins' WWE Championship en voor Kane's rol als Director of Operations. Kane verloor zijn rol als Director of Operations. | [ 2 ] |
| 7   | Kevin Owens vs. Ryback                                            | Kevin Owens                     | Eén-op-één match voor het WWE Intercontinental Championship.                                                                                     | [ 2 ] |
| 8   | Brock Lesnar vs. The Undertaker                                   | Brock Lesnar                    | Hell in a Cell match. | [ 2 ] |